# Astilboides tarczowaty
Astilboides tarczowaty, astilboides azjatycki (Astilboides tabularis (S.Watson) Rydb.) – gatunek roślin z monotypowego rodzaju astilboides Astilboides Engler in Engler et Prantl, Nat. Pflanzenfam. ed. 2. 18a: 116. Mai 1930 należącego do rodziny skalnicowatych. Występuje w Chinach i Korei.

## Morfologia
PokrójBylina z grubym kłączem, z łodygami rzadko gruczołowato owłosionymi, ulistnionymi, osiągającymi 1,5 m wysokości.
LiściePojedynczy liść odziomkowy na ogonku do 60 cm długości. Blaszka liściowa na obu stronach szorstko owłosiona, dłoniasto klapowana. Liście łodygowe także klapowane, ale mniejsze.
KwiatyLiczne zebrane w grona długości do 20 cm. Działki kielicha w liczbie 4 lub 5, skórzaste, do 2 mm długości. Płatki korony są białe do kremowych i także jest ich 4 lub 5. Pręcików jest zwykle 8. Zalążnia jest wpół dolna, z dwóch owocolistków, z dwoma komorami zawierającymi wiele zalążków, z dwoma szyjkami słupka.
OwoceTorebka otwierająca się 2 lub 4 klapami o długości ok. 7 mm. Nasiona są wąskojajowate, oskrzydlone, do nieco ponad 2 mm długości.

## Systematyka
Pozycja systematyczna według Angiosperm Phylogeny Website (aktualizowany system APG IV z 2016)
Gatunek należy do rodziny skalnicowatych (Saxifragaceae), która jest rodziną siostrzaną dla agrestowatych (Grossulariaceae) i wraz z nią należy do rzędu skalnicowców (Saxifragales) w obrębie okrytonasiennych. Jest blisko spokrewniony z roślinami z rodzaju rodgersja (Rodgersia).